# コパ・オーロ
コパ・オーロ（西: Copa Oro）、またはコパ・デ・オーロ・ニコラス・レオス（西: Copa Oro Nicolás Leoz）は、かつて南米サッカー連盟（CONMEBOL）の主催により行われていた、クラブチームによるサッカーの国際大会である。

## 概要
コパCONMEBOL、コパ・リベルタドーレス、コパ・マステル・デ・スーペルコパ、スーペルコパ・スダメリカーナの各優勝クラブが参加した。

## 結果
| 年度  | 優勝               | 結果                   | 準優勝               | 会場                                                              |
| ----- | ------------------ | ---------------------- | -------------------- | ----------------------------------------------------------------- |
| 1993  | ボカ・ジュニアーズ | 0 - 0 1 - 0            | アトレチコ・ミネイロ | ミネイロン（ベロオリゾンテ） ラ・ボンボネーラ（ブエノスアイレス） |
| 19951 | クルゼイロ         | 0 - 1 1 - 0 (PK 4 - 1) | サンパウロ           | ミネイロン（ベロオリゾンテ） モルンビー（サンパウロ）             |
| 19962 | フラメンゴ         | 3 - 1                  | サンパウロ           | ヴィヴァルド（マナウス）                                          |

^1 前年度の比較的“小さな”大会のチャンピオンだったクルゼイロ（コパ・マステル・デ・スーペルコパ優勝）とサンパウロ（コパCONMEBOL優勝）の2チームのみの参加となった。“大きな”大会に優勝したベレス（コパ・リベルタドーレス優勝）とインデペンディエンテ（スーペルコパ・スダメリカーナ優勝）の2クラブは日本の東京で行われたレコパ・スダメリカーナに出場した。

^2 スーペルコパ・スダメリカーナ優勝のインデペンディエンテに代わって準優勝のフラメンゴが出場した。

## 統計

### クラブ別成績
| クラブ名             | 優 | 準 | 優勝年度 | 準優勝年度 |
| -------------------- | -- | -- | -------- | ---------- |
| ボカ・ジュニアーズ   | 1  | 0  | 1993     |            |
| クルゼイロ           | 1  | 0  | 1995     |            |
| フラメンゴ           | 1  | 0  | 1996     |            |
| サンパウロ           | 0  | 2  |          | 1995,1996  |
| アトレチコ・ミネイロ | 0  | 1  |          | 1993       |

### クラブ所在国別成績
| 国・地域名   | 優 | 準 |
| ------------ | -- | -- |
| ブラジル     | 2  | 3  |
| アルゼンチン | 1  | 0  |